# Régi brassói városháza
A régi brassói városháza vagy Tanácsház (románul: Casa Sfatului, németül: Altes Rathaus) a város egyik legismertebb látványossága, egyben a történelmi Magyarország legrégebbi épségben fennmaradt városháza. A Főtér közepén áll, uralva annak arculatát. Ma a Brassó Megyei Történeti Múzeum fő kiállítóhelye.
A 14. században ezen a helyen őrtorony állt, amely szemmel tartotta a környéket és a tágas téren tartott vásárokat. A torony mellé a szűcsök céhe fedett kőgalériát épített, majd 1420-ban engedélyezte, hogy erre az épületre egy új szintet emeljenek a város tanácsa számára; ez később összeépült az őrtoronnyal, és városházaként (Tanácsház) kezdték használni. Mai formáját az 1776–1778 közötti átépítés során nyerte el. 1876-ban a városvezetés kiköltözött a régi városházából, az épületet egy ideig levéltárként és raktárként használták, majd 1949-ben itt rendezték be a Brassói Állami Múzeumot.

## Története

### 14–17. század
A 14. század elején Brassó vásártere (a mai Főtér) még a paliszáddal és árkokkal kerített városerődön kívül helyezkedett el. Délnyugat–északkeleti irányban egy patak folyt rajta keresztül, amely itt két ágra szakadt; az egyik ág Óbrassó, a másik Bolonya felé haladt tovább (az előbbi mentén alakult ki később a Kolostor utca, az utóbbi mentén a Kapu utca). A patak fölötti hidat őrtorony vigyázta, és innen felügyelték a vásárokat is.
A 14. század második felében a város északkelet felé terjeszkedett, és megkezdték Brassó várfalainak építését, így a vásártér a város központjába került. Az őrtorony mellé a szűcsök céhe fedett kőgalériát építtetett, ahol a céh tagjai portékáikat tárolták és árulták. Egy 1420. december 23-i okmány szerint a céh engedélyezte a brassói városi tanácsnak, hogy épületükre egy fedett emeleti helyiséget építsen, ahol a tanács gyűléseket tarthat és panaszosokat fogadhat – ez volt a későbbi városháza legrégibb magva. A szerződés értelmében a tanács saját pénzéből tartotta fenn az épületet, ugyanakkor elismerte a szűcsök jogát a földszinti helyiségekre; mikor pedig nem tartottak gyűléseket, az emeleti termet is eladóhelyiségként használták.
Az 1421-es török betörés miatt a munkálatok elhúzódtak, a késői reneszánsz stílusú épületet legelőször 1503-ban említik városházaként (Praetorium), a városvezetés és a bíróság székhelyeként. Korábban a városvezetés a Mártonhegyen, a jelenlegi Mártonhegyi evangélikus templom paplakja helyén levő épületben ülésezett.
A régi őrtorony helyett 1515 és 1528 között egy 58 m magas tornyot emeltek, melyben harang is volt; négy fiatoronyos sisakját, amely a város pallosjogát jelképezte, a nagyszebeni Anthonius ácsmester építette. Óráját Georgius segesvári mester készítette, 1528-ban, nyolc hetet és négy napot munkálkodva rajta. Ez volt a város második toronyórája a Fekete templomé után; mutatói eredetileg kezeket mintáztak (ezeket jelenleg a Magyar Nemzeti Múzeumban őrzik), felette pedig egy fából faragott figura volt, amely minden órában egy sárgaréz harangot ütött meg. A torony építésével párhuzamosan az épületet is új helyiségekkel bővítették, így az nyugati irányba terjeszkedett. A pincében tömlöc volt, ahova csak az első emeletről vezetett lépcső.
A városháza nem csak döntések és tárgyalások színhelye volt; megemlítik, hogy 1542-ben a Honterus-féle iskola előadást tartott itt, 1550-ben pedig egy Káinról és Ábelről szóló színdarabot adtak elő.
1608-ban toronygombjába villám csapott. 1646-ban Michael Herrmann városbíró felújíttatta és egy új termet építtetett a Hundertmannschaft (Százatyák; a száz tagból álló városi képviselőtestület) részére. 1662-ben földrengésben megrongálódott, újjáépítése három évig tartott. A legnagyobb pusztítást az 1689-es tűzvész alkalmával szenvedte el: teteje és belsejének nagy része elpusztult, harangja megsemmisült, és a város levéltárának számos eredeti okmánya elégett (a legtöbb okmány azonban másolatban fennmaradt). A város nehéz pénzügyi helyzete miatt csak a legszükségesebb javításokat tudták elvégezni; barokk stílusú, teljes újjáépítése közel egy évszázadig tartott.
A 17. században a harangszó mellett a toronyban egy trombitás is jelezte az idő múlását (ezért Trompeterturmnak is nevezték a tornyot, és a Rózsapiacot is „A kürt alatt” névvel illették). 1727-ben a trombitálást beszüntették, ugyanis zavarta a városi parancsnok, Langlet tábornok papagáját.

### A 18. századtól
A városháza az 1776–1778 közötti átépítés során nyerte el mai formáját: kibővítették, a tornyot teljesen összeépítették az épülettel és hagyma alakú sisakkal látták el, a rizalitban előreugró loggiát építettek, amely fölött Johann Oelhann városi festő által készített címer látható. Földszintjén a szűcsök két termet birtokoltak, egy további helyiségben volt a vásárbíró, az őrség, és a városi mérleg, az emeleten pedig a városvezetés és a levéltár. A pincebörtönt az 1770-es években megszüntették, ugyanis a Vár utcában felépült a város új börtöne. Új harangja 1774-ben készült.
A városházát egykor minden oldalról árkádok vették körül, melyekben üzletek működtek. A 19. században megemlítenek egy kocsmát, halárusokat, pénzváltókat, késfenőket, és a tűzoltók istállóját. A harangütésekkel a város területén észlelt tűzesetekre hívták föl a figyelmet: a szabályos időközökben ismétlődő egy harangütés Óbrassót, kettő Bolonyát, három Bolgárszeget, négy Újbrassót, öt pedig Méhkerteket jelentette.
A 19. század végén az épület kicsinek bizonyult a városvezetés számára. 1878-ban a városháza a Kapu utca 53. szám alatti új, erre a célra emelt épületbe költözött (majd onnan az 1940-es években a Rezső körúti egykori pénzügyi palotába). A régi városháza épületében csak a levéltár maradt (mely 1923-ban a Kovácsok bástyájába költözött), a többi részét raktárnak használták. 1902-ben felvetették, hogy lebontják, de a Kronstädter Zeitung által szervezett aláírásgyűjtés hatására a hatóságok 1903-ban elálltak a tervtől. 1901–1910 között kisebb munkálatokat végeztek rajta: tetejét színes cserepekkel fedték, a hagymakupolás bádogosmunkát a ma is látható toronysisakkal helyettesítették, az óra számlapjait pedig megvilágították.
A trianoni békeszerződés értelmében Erdély – és így Brassó is – román fennhatóság alá került. 1936-ban román kulturális és egyházi szervezetek egy hatalmas freskó elkészítését javasolták a régi városháza egyik termében. Az egyik fal festménye Mihai Viteazult ábrázolta volna vezérek, papok, népviseletbe öltözött románok körében, két másik falon pedig román történelmi személyiségek és jelképek jelentek volna meg. A javaslatot azonban nem fogadták el, így a freskó nem készült el.
A szűcsök a céhek 1872-es felszámolása után is megőrizték jogukat a földszinti helyiségekre, azonban 1948-ban a kommunisták államosították az épületet. 1949-ben a Barcasági Szász Múzeum és a brassói ASTRA gyűjteményét egyesítve rendezték be falai közt a megyei múzeumot. A kommunista időszakban ismét szóba került a lebontása, hogy a Főteret (akkori nevén Augusztus 23. teret) felvonulások, ünnepélyek, pártpropagandai tömeggyűlések színhelyévé alakíthassák, azonban az építészek meggyőzték a pártvezetést, hogy ne bontsák le az értékes épületet.
2008-ban és 2013-ban renoválták.

## Leírása
Négyzet alaprajzú épület pincével, földszinttel, emelettel, és kiépített manzárddal. A hétszintes torony a keleti oldalba, az épület legrégibb részébe van beépítve. Bejárata a nyugati homlokzatból nyílik, belső kialakítása szabálytalan, tükrözve a fokozatos bővítés esetlegességeit. Három szintjén, 17 teremben a megyei múzeum kiállítása tekinthető meg, mely gazdagon mutatja be Brassó és a Barcaság történetét.
Tornyának magassága 49 méter, harangja ma is minden órában megszólal, erkélyéről pedig hétvégenként 12 és 18 órakor három trombitás román, magyar, és szász dallamokat ad elő.

## Képek

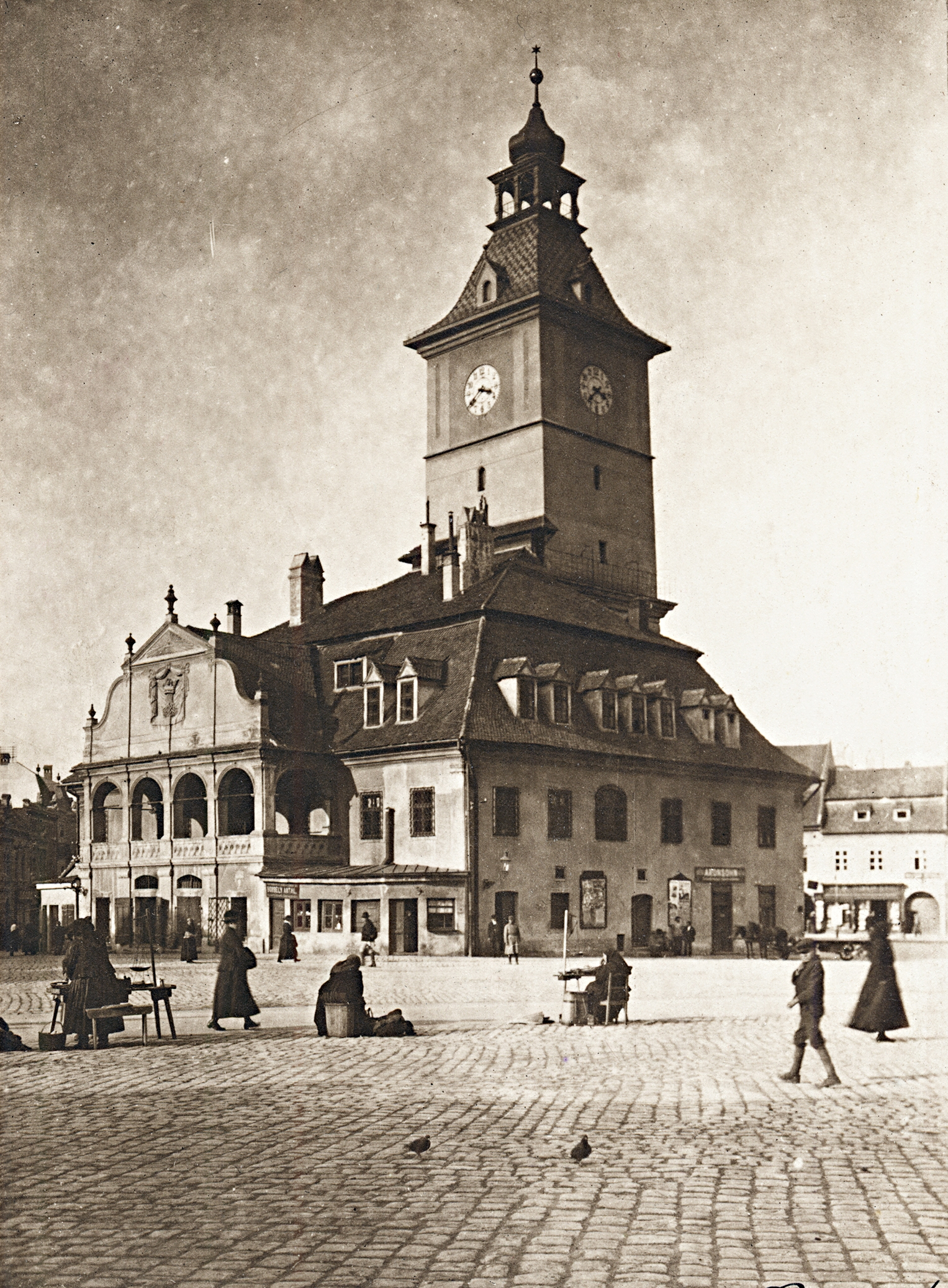
1908-ban
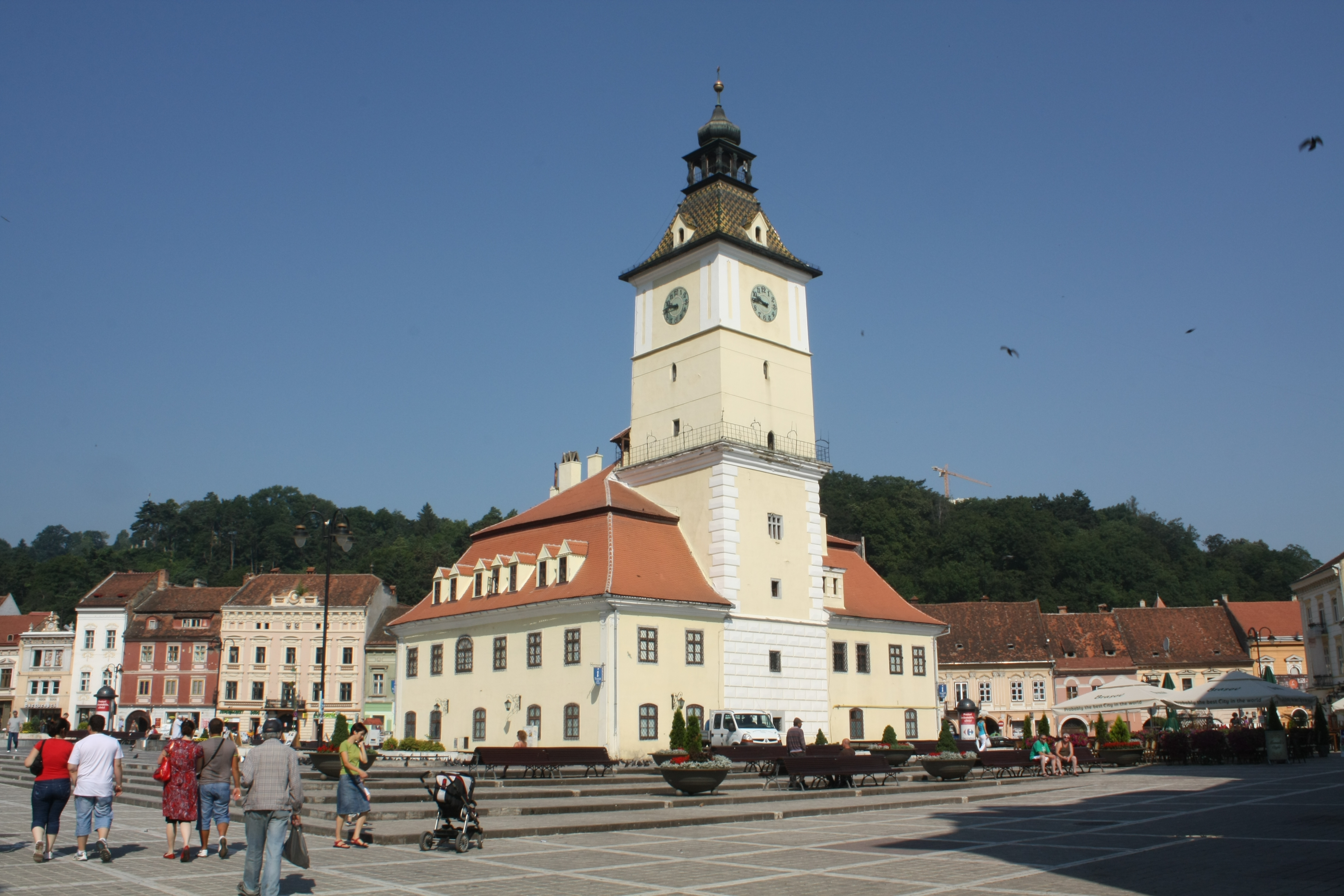
Az épület kelet felől
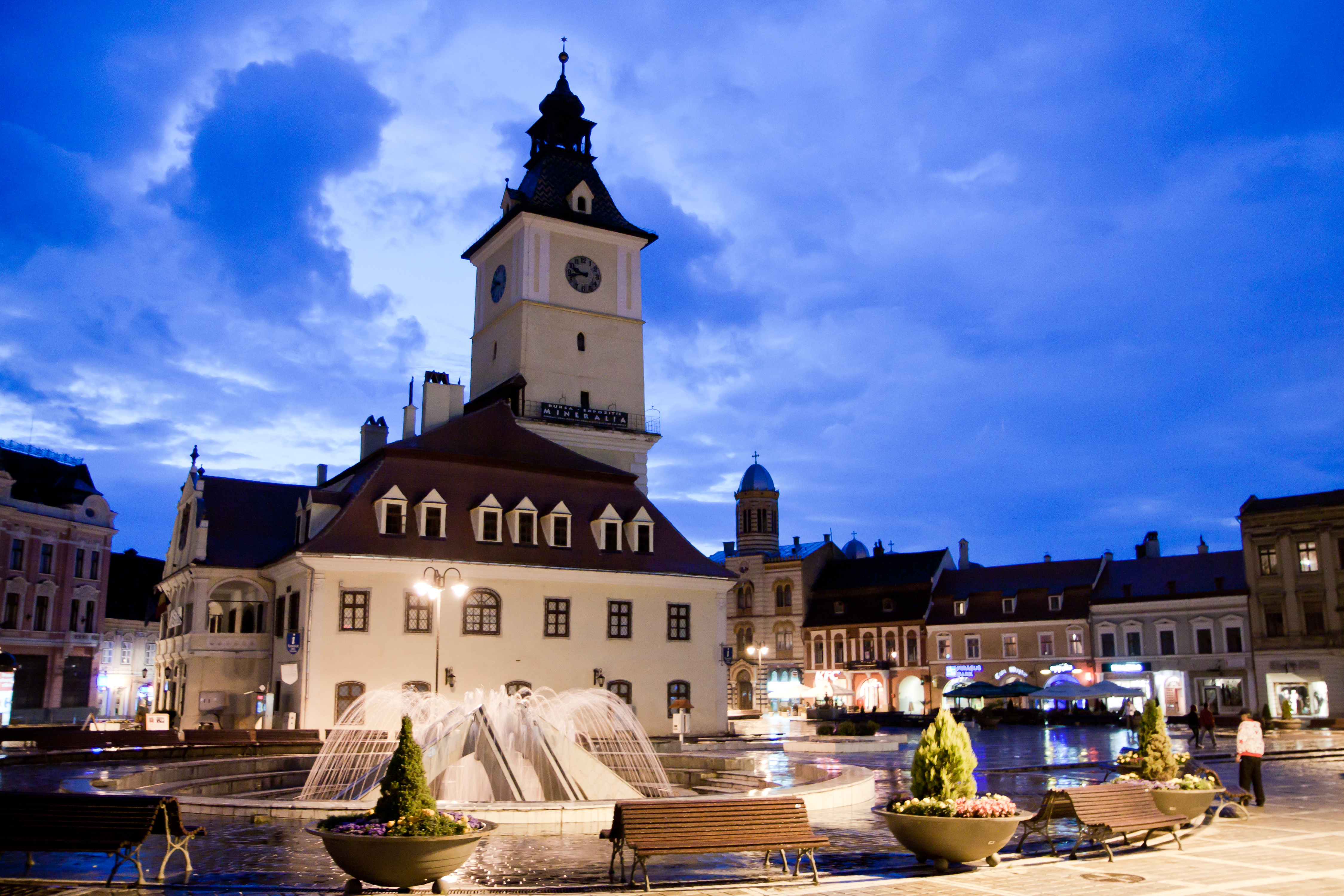
Az épület dél felől
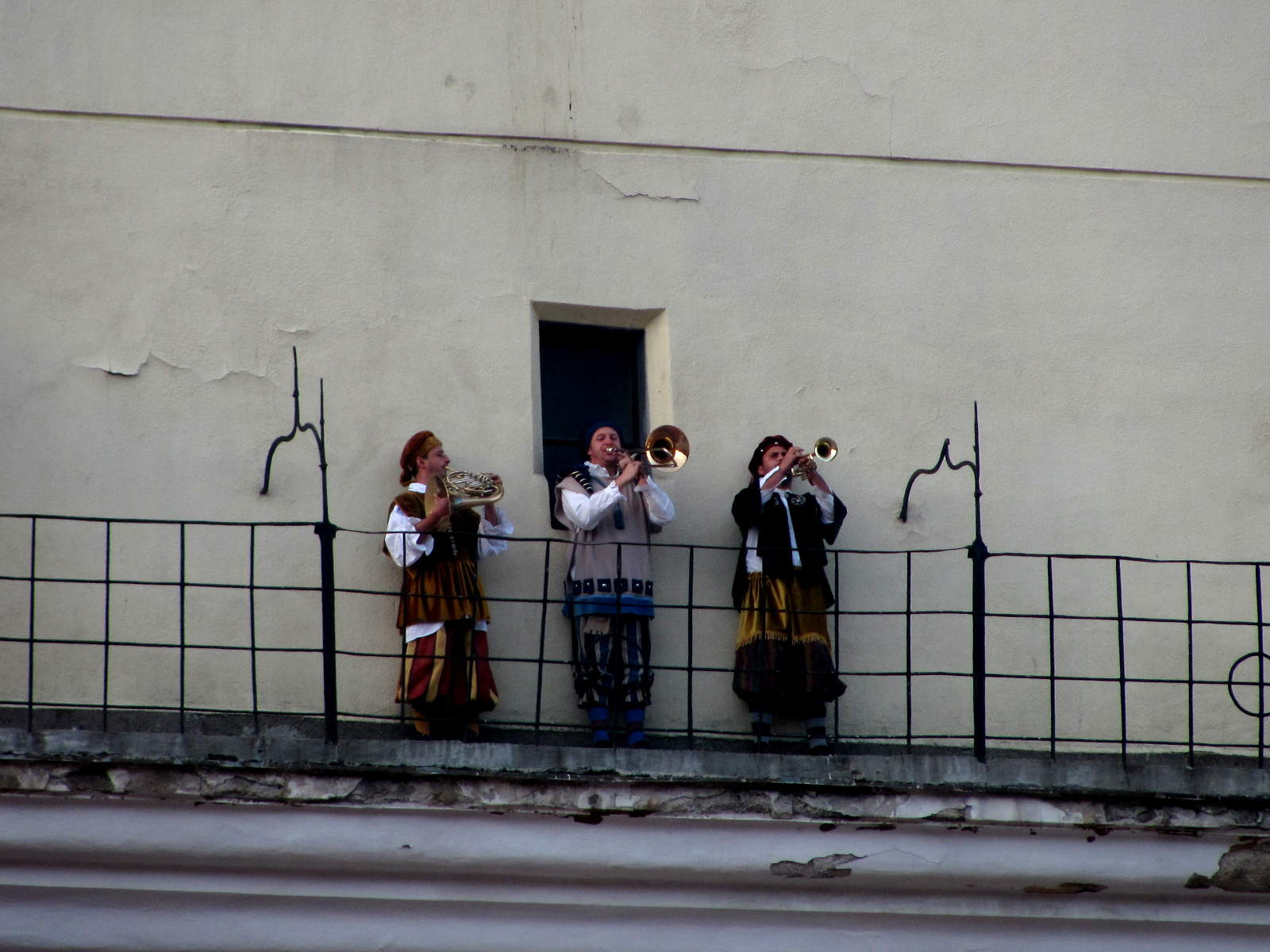
Rézfúvósok a torony erkélyén
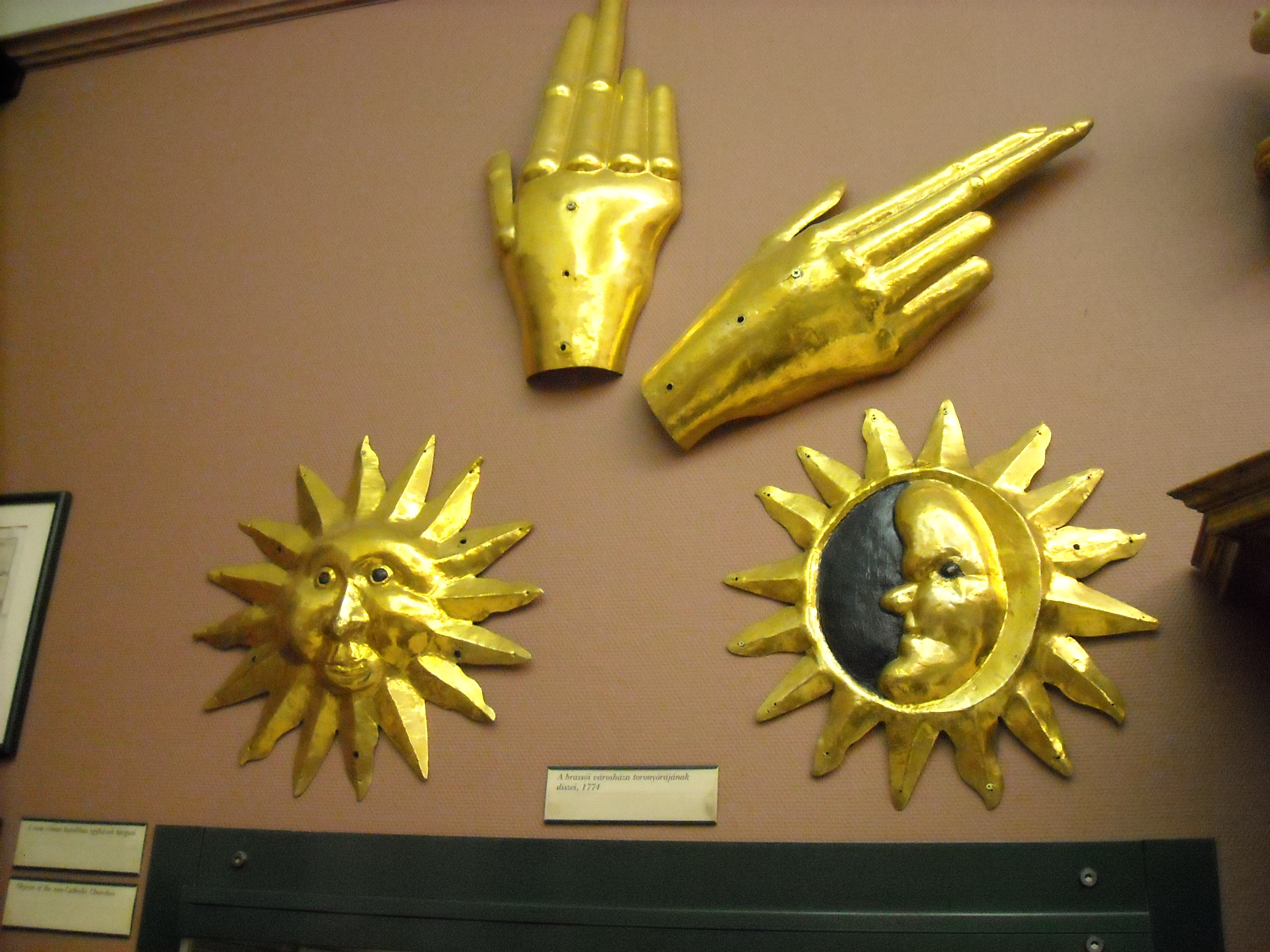
A torony egykori órájának díszei